# Umbra, penumbra y antumbra

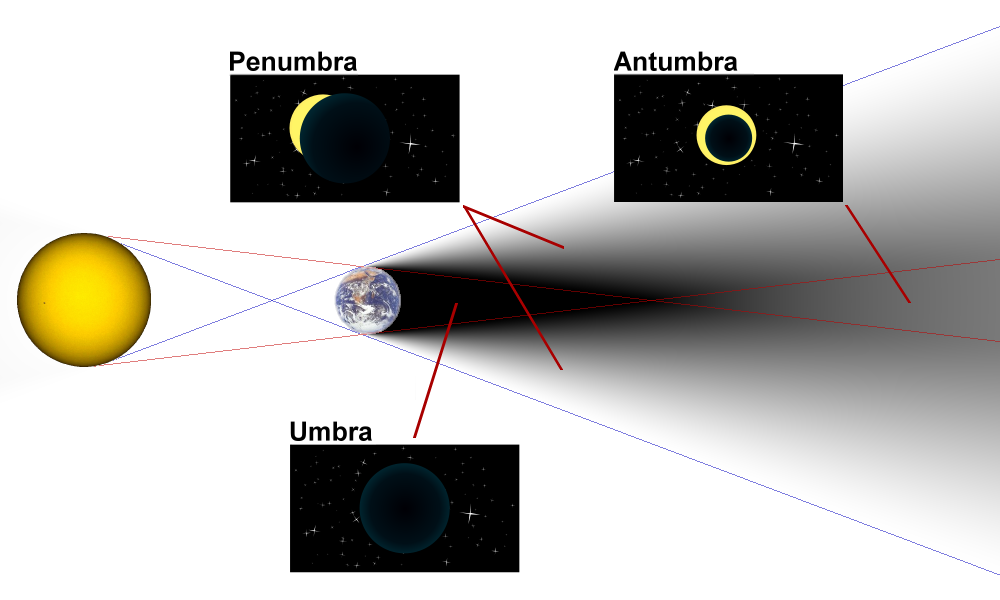
Umbra, penumbra y antumbra de la Tierra e imágenes que podrían verse en algunos puntos de estas áreas (nota: el tamaño relativo y la distancia de los cuerpos mostrados son completamente ficticios).

Umbra (A) y penumbra (B).

La umbra, la penumbra y la antumbra son tres partes distintas de una sombra, creadas por cualquier fuente de luz después de incidir en un objeto opaco. Suponiendo que no hay difracción, para un haz colimado (como una fuente puntual) de luz, solo se proyecta la umbra. 
Estos nombres se usan con mayor frecuencia para las sombras proyectadas por los cuerpos celestes, aunque a veces se usan para describir niveles, como en las manchas solares. 

## Umbra

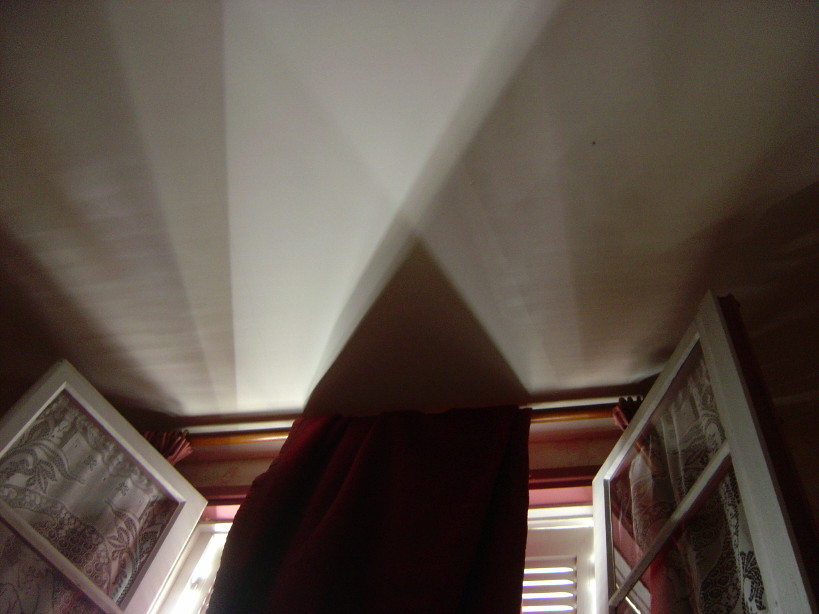
Umbra, penumbra y antumbra se formaron a través de ventanas y persianas.

La umbra (en latín, "sombra") es la parte más profunda y oscura de una sombra, donde la fuente de luz está completamente bloqueada por el cuerpo oclusivo. Un observador en la umbra experimenta un eclipse total. La umbra de un cuerpo redondo que ocluye una fuente de luz redonda forma un cono circular recto; para un espectador en el ápice del cono, los dos cuerpos tienen el mismo tamaño aparente. La distancia de la Luna al ápice de su umbra es aproximadamente igual a la que hay entre la Luna y la Tierra (384,402 km (238,856 mi)). Dado que el diámetro de la Tierra es 3.70 veces el de la Luna, su umbra se extiende correspondientemente más allá: aproximadamente 1,400,000 km (870,000 mi).

## Penumbra
La penumbra (del latín paene, "casi" y umbra, "sombra") es la región en la que solo una parte de la fuente de luz está oscurecida por el cuerpo oclusivo. Un observador en la penumbra experimenta un eclipse parcial. Una definición alternativa es que la penumbra es la región donde se oculta parte o la totalidad de la fuente de luz (es decir, la umbra es un subconjunto de la penumbra). Por ejemplo, la Instalación de Navegación e Información Auxiliar de la NASA define que un cuerpo en la umbra también está dentro de la penumbra.

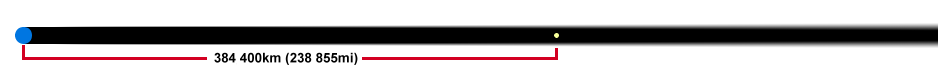
Diagrama a escala de la sombra de la Tierra, que muestra cómo el cono umbral se extiende más allá de la órbita de la Luna (el punto amarillo indica la Luna).

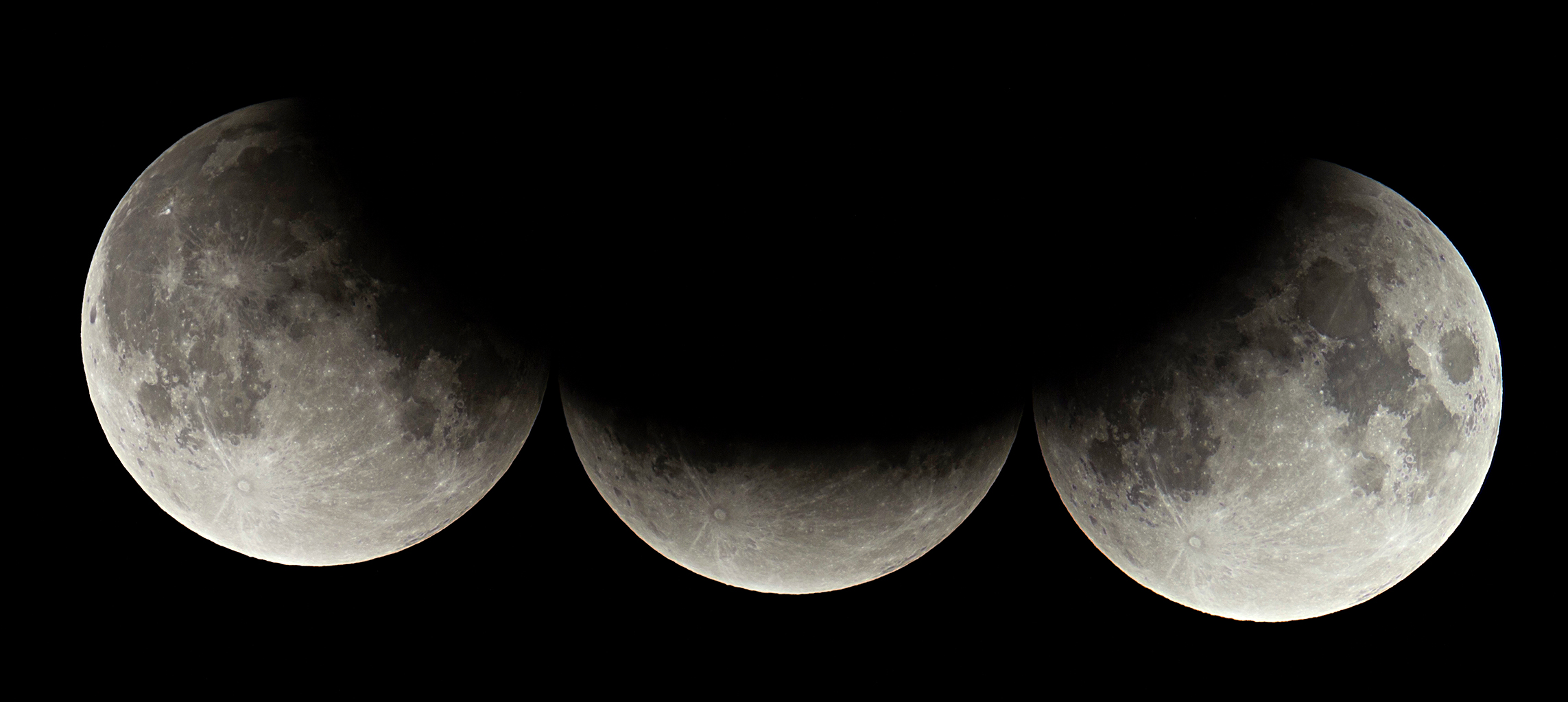
La umbra de la Tierra, como se ve durante un eclipse lunar parcial

## Antumbra
La antumbra (del latín ante, "antes" y umbra, "sombra") es la región desde la cual el cuerpo oclusivo aparece completamente dentro del disco de la fuente de luz. Un observador en esta región experimenta un eclipse anular, en el que se ve un anillo brillante alrededor del cuerpo eclipsante. Si el observador se acerca a la fuente de luz, el tamaño aparente del cuerpo oclusivo aumenta hasta que causa una umbra completa.